# Sant’Agata di Puglia
Sant'Agata di Puglia – miejscowość i gmina we Włoszech, w regionie Apulia, w prowincji Foggia.
Według danych na rok 2004 gminę zamieszkiwały 2323 osoby, 20,2 os./km².